# Банци
Ба̀нци (на италиански: Banzi) е село и община в Южна Италия, провинция Потенца, регион Базиликата. Разположено е на 571 m надморска височина. Населението на общината е 1380 души (към 2012 г.).